# Marnardal (stacja kolejowa)
Marnardal – stacja kolejowa w Marnardal, w regionie Agder w Norwegii, jest oddalona od Oslo Sentralstasjon o 402,02 km. Jest położona na wysokości 38,3 m n.p.m.

## Ruch dalekobieżny
Leży na linii Sørlandsbanen. Jest stacją obsługującą dalekobieżne połączenia z południowo-zachodnią i południową częścią kraju. Stacja przyjmuje sześć par połączeń dziennie do Kristiansand, Arendal i Stavanger.

## Obsługa pasażerów
Poczekalnia, parking na 15 miejsc, parking dla rowerów. Odprawa podróżnych odbywa się w pociągu.